# Bulbophyllum hymenobracteum
Bulbophyllum hymenobracteum là một loài phong lan thuộc chi Bulbophyllum.